# 丼なモンダイ!
『丼なモンダイ!』（どんなモンダイ）は、原作：花形怜、漫画：吉開寛二による日本の漫画。2009年から2011年まで『食漫』（日本文芸社）にて連載していた。単行本は全2巻。

## ストーリー
農林水産省の落ちこぼれ役人、米野国崇は新設部署「米消費向上対策センター」へ配置換えとなる。同センターの設立主旨は「日本の食料自給率を上げるべく、国民にもっと米を食べてもらう」こと。だが、その仕事内容といえば、「丼ぶり一丁」という名の食堂を運営するという、非常に分かりやすい左遷部署であった。
一度でも赤字の年があれば、すぐ閉店という条件の下、かつて料理人を目指していた国崇は、新人の及川栞と一応キャリア官僚である菅宮秀一と共に、日々、美味しい丼作りに精を出す。やがてそれは大きな丼ブームを巻き起こし、日本の米余り問題の解決へと繋がっていくのだった。

## 登場人物
米野国崇（こめの くにたか）
この漫画の主人公。農林水産省の落ちこぼれ職員。かつて料理人を目指していた経験から、料理の知識と腕は超プロ級。
父は「昭和の名庖」と呼ばれた名料理人だった。
及川栞（おいかわ しおり）
農林水産省の新人職員。国崇と共に「丼ぶり一丁」の運営を任される。
菅宮秀一（すがみや しゅういち）
農林水産省の農業振興課課長。キャリア官僚で、国崇の上司である。
里中征雄（さとなか まさお）
農林水産大臣。日本の米問題を真剣に考え、数十年前に「日本人よ稲作を誇れ!」という著作を出版している。
智美（さとみ）
国崇の妹で長女。
笑美（えみ）
国崇の妹で次女。

## 単行本
- 原作：花形怜・漫画：吉開寛二 『丼なモンダイ!』 日本文芸社〈ニチブンコミックス〉、全2巻
  1. 第1巻 2010年5月1日発行、2010年4月21発売 ISBN 978-4-537-12585-6
  2. 第2巻 2011年1月10日発行、2010年12月27日発売 ISBN 978-4-537-12698-3